# Cao Xueqin
Cao Xueqin (ur. 1715 lub 1724 w Nankinie, zm. 1763 lub 1764 w Pekinie) – chiński poeta, malarz i pisarz z czasów dynastii Qing, autor Honglou Meng (Sen czerwonego pawilonu), najsłynniejszej chińskiej powieści społeczno-obyczajowej, jednej z czterech klasycznych powieści chińskich. Jego imię mleczne to Cao Zhan (曹霑), a imię publiczne – Mengruan (夢阮; 梦阮; dosłownie „sen o Ruan (Ji)”, od poety z III w.).
Pochodził z chińskiego (Han) rodu, który wszedł w skład Białej Chorągwi wojsk mandżurskich i wyróżnił się w służbie administracyjnej i wojskowej. Prababka Cao Xueqina była mamką cesarza Kangxi, a jego dziadek Cao Yin – towarzyszem zabaw cesarza, który następnie powierzył mu wysokie stanowisko rządowe. Cao Yin był wybitnym uczonym i kolekcjonerem książek. Po jego śmierci (1712) urząd odziedziczył syn, Cao Yong, który wszakże przeżył go tylko trzy lata. Cesarz zezwolił by siostrzeniec Cao Yina, Cao Fu, został adoptowany pośmiertnie jako jego syn i przejął stanowisko. Ród Cao popadł jednak w długi i następca Kangxi, Yongzheng, po kilkukrotnych ostrzeżeniach, skonfiskował cały majątek rodziny, łącznie z ich dworem, na poczet ich spłaty. Zubożała rodzina, wraz z małym Cao Xueqinem (synem Cao Yonga lub Cao Fu, stąd wątpliwości co do daty urodzin), przeniosła się do Pekinu.
Większość dorosłego życia Cao Xueqin spędził jako ubogi uczony, żyjący ze sprzedaży swych obrazów, pracując nad swą powieścią, Opowieścią Kamienia (Shitou Ji), którą doprowadził do 80 rozdziałów. Już za jego życia krążyły one w odpisach, ale prawdziwą sławę dzieło, przemianowane na Sen czerwonego pawilonu (Honglou Meng), przyniosło mu dopiero po śmierci. W 1791 Cheng Weiyuan (程偉元) and Gao E (高鶚) opublikowali „pełną” wersję, składającą się ze 120 rozdziałów, rzekomo na podstawie notatek Cao Xueqina. To wydanie stało się podstawą do następnych, choć autorstwo ostatnich 40 rozdziałów pozostaje niepewne.
Honglou Meng to opowieść o dwóch gałęziach rodu, którego bogactwo i fortuna przemija, co prawdopodobnie ma charakter autobiograficzny. Wprowadza ogromną liczbę postaci, zarysowując szeroki, a równocześnie szczegółowy i wnikliwy obraz chińskiej arystokracji XVIII w. Napisana w języku potocznym, dzięki mistrzostwu autora, potwierdziła rolę baihua, nisko cenionego przez konfucjańskich uczonych, jako pełnoprawnego medium literackiego. Powieść jest uznawana za najwybitniejszą z chińskich powieści, także dzięki swej bogatej symbolice i erudycji autora.
Do XX w. dzieło było anonimowe, dopiero badania Hu Shi wskazały na Cao Xueqina jako autora.